# Чжан Юн
Юн Чжан (англ. Jung Chang, кит. трад. 張戎, упр. 张戎, пиньинь Zhāng Róng, Wade-Giles: Chang Jung, палл.: Чжан Жун, в общепринятой транскрипции китайского имени — Чжан Жун [tʂɑ́ŋ ɻʊ̌ŋ], встречается неверная русская транслитерация английского имени: Цзюн Чан) — британская писательница и историк китайского происхождения. Её дебютная книга — полуавтобиографический роман «Дикие лебеди» (1991) — издана тиражом более 10 млн экземпляров, но была запрещена в КНР.

## Биография

### Жизнь в Китае
Чжан Жун родилась 25 марта 1952 года в Ибине (Сычуань, Китай). Её родители были чиновниками Коммунистической партии Китая, отец был разносторонне образован. Он привил дочери любовь к чтению и письму, с детства она занималась сочинением стихов.
Оба её родителя были партийными функционерами, поэтому они, хотя и много работали, жили совсем не плохо: отец продвинулся по службе как агитатор и стал «чиновником 10 уровня», это значило, что он — один из «20 000 важнейших кадров страны». Партия предоставила чете Чжан и их четверым детям дом с обнесённым стеной садом, домработницу, водителя, кормилицу и няню. Для Китая 1950-х это были очень высокие привилегии.
Чжан Жун (Юн) сообщает, что при рождении её назвали Эрхун (кит. упр. 二鴻 «Второй Лебедь»), а это звучит точно так же, как «бледно-красный» (кит. упр. 二紅, пиньинь èrhóng). Одноклассники заметили это сходство и стали над ней смеяться, поэтому, вернувшись из школы, девочка потребовала дать ей другое имя. Ей было 12, она сказала, что хочет имя, которое звучало бы по-боевому, и отец назвал её Жун (кит. 戎, пиньинь Róng), что значит «солдат, оружие, войско».

### Культурная революция
Как и многие ровесники, Юн стала хунвэйбином в 14 лет, в ранние годы Культурной революции. Она пишет, что, «разумеется, должна была вступить в отряд». В своих мемуарах Чжан утверждает, что она отказывалась участвовать в нападениях на учителей и других людей, и что она покинула хунвэйбинов, когда поняла, что они слишком жестоки.
Ошибки Большого скачка заставили родителей Юн критиковать политику Мао Цзэдуна, что привело к тому, что они стали мишенью репрессий, как большинство чиновников верхушки. Когда отец Чжан начал высказывать критические замечания, его предали опале: отца и мать Юн публично унижали, выливая им на головы чернила, заставляя их носить оскорбительные таблички на шее, их принуждали стоять на коленях на гравии и запрещали им укрываться от дождя под навесами. Позже её отца заключили в тюрьму, из-за чего он заболел физически и психически. Карьера отца была уничтожена, семью выселили из дома.
До начала репрессий Юн горячо поддерживала Мао и корила себя за инакомыслие, но к моменту смерти Мао её уважение к нему полностью исчезло. Юн пишет, что после того, как в школе было объявлено о смерти Мао, она должна была изображать рыдания на плече другого студента:

Китайцы, казалось, искренне скорбели. Но я сомневалась в этой искренности. Люди так приучились к лицедейству, что порой не отличали притворных чувств от подлинных. Пожалуй, плач по Мао был очередным запрограммированным действием в их запрограммированной жизни.
Оригинальный текст (англ.)The Chinese seemed to be mourning Mao in a heartfelt fashion. But I wondered how many of their tears were genuine. People had practiced acting to such a degree that they confused it with their true feelings. Weeping for Mao was perhaps just another programmed act in their programmed lives.
— Юн Чжан, Дикие лебеди (Издательство Ивана Лимбаха, 2008, пер. Романа Шапиро

### Изучение английского языка
Крушение идеалов хунвэйбинов привело Чжан, как и множество её ровесников, к тому, что они стали избегать политики. Юн была крестьянкой несколько лет, босоногим врачом (фельдшер, владеющий базовыми медицинскими знаниями, помогающий крестьянам в полях), сталелитейщицей, электриком, хотя из-за проводимой Мао политики ей не удалось получить соответствующего этим профессиям образования.
Университеты через некоторое время были снова открыты, и Юн поступила в Сычуаньский университет на отделение английской филологии, а после выпуска стала ассистентом на кафедре. После смерти Мао она прошла экзамен, позволивший ей поехать учиться на Запад. Заявление Чжан на отъезд было подписано сразу после реабилитации отца.

## Жизнь в Великобритании

### Образование
Чжан покинула Китай в 1978 году, уехав учиться в Великобританию по правительственной стипендии. Сперва она остановилась в Сохо (Лондон), позже переехала в Йоркшир и продолжила обучение лингвистике в Йоркском университете, живя на университетскую стипендию в Деруэнтском колледже. Там в 1982 году она получила степень доктора философии по лингвистике, став первым гражданином КНР, получившим степень британского университета. В 1986 она в соавторстве с Джоном Холлидеем написала книгу «Мадам Сунь Ятсен» (англ. Mme Sun Yat-sen (Soong Ching-ling)), биографию Сун Цинлин, жены Сунь Ятсена.
Чжан получила звание почётного доктора философии от Букингемского, Урикского, Йоркского и Открытого университетов. Она читала лекции в лондонской Школе восточных и африканских исследований) до 1990 года, когда решила сосредоточиться на писательстве.

### Публикации и известность
Выход второй книги Чжан Юн — «Дикие лебеди» — делает её знаменитой. Изменения в Китае описаны сквозь призму жизни трёх поколений женщин. Книга переводится на множество языков и становится международным бестселлером.
Чжан начинают рассматривать как авторитетного специалиста по историографии коммунистического Китая, — она путешествует по Британии, Европе, Америке и другим странам. Йоркский университет приглашает её принять участие в дебатах — и 14 июня 2005 года она выступает перед молодёжной аудиторией в 300 000 человек.
BBC планирует участие Чжан в проведении первого телемоста с Шанхаем 10 марта 2005 год в программе Question Time, но Чжан сломала ногу за несколько дней до эфира и не смогла присутствовать на программе.
В 2003 году Чжан снабжает «Диких лебедей» новым предисловием, в котором проясняет свой переезд в Англию и цель написания книги: после страшных потрясений, пережитых в Китае, она полюбила Великобританию — её общий жизненный уклад и разнообразие представленных в нём проявлений культуры. Несмотря на это, она подчёркивает: «Мне кажется, моё сердце ещё в Китае».
Чжан проживает в Ноттинг-Хилле в западной части Лондона с мужем, британским историком, специалистом по истории современной Азии Джоном Холлидеем. Она регулярно посещает своих родственников в Китае.

## Работы

### «Дикие лебеди»
Мировой бестселлер, биографии трёх поколений женщин, живших в Китае на протяжении XX века, бабушки, матери и самой Юн Чжан, описывает политическую ситуацию в стране и военные перевороты от свадьбы бабушки и министра полиции до собственных переживаний Чжан в 1950—1960-х.
«Дикие лебеди» были переведены на 30 языков и проданы тиражом в 10 миллионов копий. Книга запрещена в материковом Китае, хотя в Гонконге и Тайване переводные версии свободно продаются, а на материке можно купить пиратские копии.

### «Неизвестный Мао»
Следующая работа Чжан, биография Мао Цзэдуна, написанная в соавторстве с мужем историком Джоном Холлидеем, описывает Мао в резко негативном ключе. Супруги путешествовали более 12 лет, проводя исследования для книги. Они брали интервью у сотен людей, знавших Мао, включая Джорджа Буша-старшего, Генри Киссинджера и 14-го Далай-Ламу.
Авторы упоминают, что, хотя Мао был рождён в крестьянской семье, он не заботился о благополучии китайских крестьян. Они считают Мао ответственным за голод, случившийся из-за Большого скачка, а также утверждают, что Мао продолжал экспортировать зерно даже тогда, когда его не стало хватать для прокорма населения. Авторы говорят, что Мао уничтожил многих своих политических оппонентов, включая бывших друзей, а также заявляют, что Мао был бо́льшим тираном, чем принято думать.
«Неизвестный Мао» стал бестселлером, в одной только Великобритании было продано 60 000 копий за полгода. Учёные и комментаторы написали множество рецензий, от хвалебных до разгромных. Профессор политологии Ричард Баум утверждает, что книга должна быть «принята всерьёз как самое тщательное и хорошо документированное комплексное исследование Мао». С другой стороны, The Sydney Morning Herald пишет: хотя некоторые учёные «подвергают критике предмет» работы, «некоторые из наиболее выдающихся мировых исследователей китайской истории» говорят о книге как об «огромном искажении фактов».

### Список работ
- Jung Chang and Jon Halliday, Madame Sun Yat-Sen: Soong Ching-Ling (London, 1986); Penguin, ISBN 0-14-008455-X
- Jung Chang, Wild Swans: Three Daughters of China (London, 1992); 2004 Harper Perennial ed. ISBN 0-00-717615-5
- Jung Chang, Lynn Pan and Henry Zhao (edited by Jessie Lim and Li Yan), Another province: new Chinese writing from London (London, 1994); Lambeth Chinese Community Association, ISBN 0-9522973-0-2.
- Jung Chang and Jon Halliday, Mao: The Unknown Story (London, 2005); Jonathan Cape[англ.], ISBN 0-679-42271-4
- Jung Chang, Empress Dowager Cixi: The Concubine Who Launched Modern China (Alfred A. Knopf, 2013), ISBN 0-224-08743-6

## Переводы на русский язык
- «Дикие лебеди» (Издательство Ивана Лимбаха, 2008, пер. Романа Шапиро)
- «Неизвестный Мао» (Центрполиграф, 2007)
- Цзюн Чан. Императрица Цыси. Наложница, изменившая судьбу Китая. 1835—1908. / Пер. С. Белоусова. — М.: Центрполиграф, 2016. — 608 с. («Memorialis») — ISBN 978-5-227-06380-9[15]